# Théodore Deck
(Joseph-)Théodore Deck (* 2. Januar 1823 in Guebwiller; † 15. Mai 1891 in Paris) war ein Keramiker des Historismus und Jugendstils.

## Leben

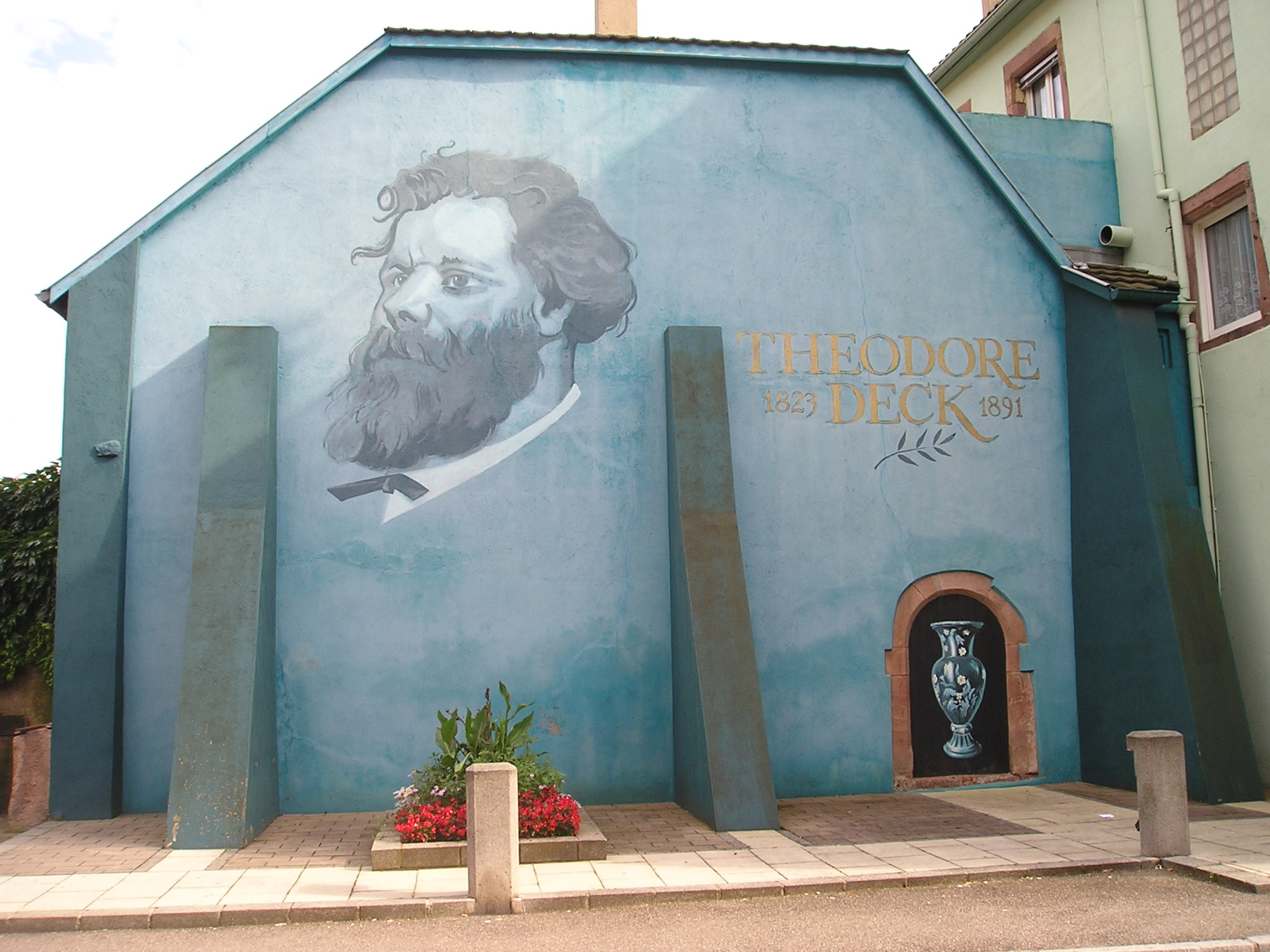
Hauswand mit Portrait von Théodore Deck in Guebwiller

Deck studierte Physik und Chemie und verwendete die Ergebnisse seiner Studien anfangs auf Seidenfärberei und später auf die Fabrikation von Fayenceöfen.
Nachdem er seine Kenntnisse auf Reisen in Deutschland, Österreich und Ungarn erweitert, gründete er 1856 eine Ofenfabrik in Paris und begann ab 1859 Versuche in der Keramik, die sich so schnell vervollkommneten, dass er bereits 1861 die in ihrer Technik schwierigen sogenannten Oiron-Fayencen (auch Henri-deux-Gefäße) nachbilden konnte.
Später erfand er eine neue Art von Fayencen, die in Nachahmung von alten chinesischen und persischen Fayencen einen noch reicheren metallischen Reflex geben. Da er als Mitarbeiter einige Maler (unter anderen Jean Louis Hamon und Albert Anker) beschäftigte, erhielten seine Erzeugnisse auch einen hohen künstlerischen Wert. Auf Grund seiner Leistungen auf der Weltausstellung von 1878 in Paris wurde ihm das Offizierskreuz der Ehrenlegion verliehen. 1887 wurde er Leiter der Porzellanmanufaktur in Sèvres („Manufacture royale de porcelaine de Sèvres“).
Das Musée du Florival in Théodore Decks Geburtsstadt Guebwiller besitzt die bedeutendste Sammlung seiner Werke.
Théodore Deck liegt auf dem Cimetière Montparnasse begraben. Nach ihm wurde eine Straße in Paris, die Rue Théodore Deck benannt (im 15. Arrondissement).

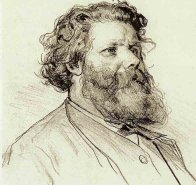
Théodore Deck

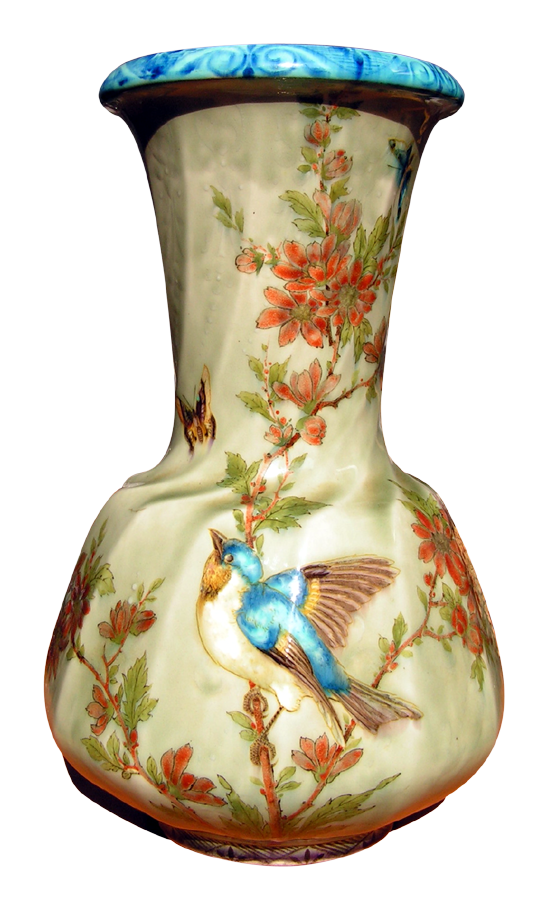
Vase von Théodore Deck